# Алрам I (Ортенбург)
Алрам I (на немски: Alram I, † пр. 1399) е граф на Ортенбург и граф на Дорфбах.

## Биография
Той е най-възрастният син на граф Хайнрих IV фон Ортенбург († 1395) и съпругата му Агнес фон Халс, дъщеря на граф Алрам IV фон Халс († 1331). Брат е на Георг I († 1422), граф на Нов-Ортенбург, Йохан I папски каплан († 1396), и Етцел I граф на Ортенбург († 1446).
Чрез трите му брака Алрам получава големи собствености и богатства. През 1395 г. братята поделят графството, Алрам се отказва от Ортенбург и се нарича граф на Дорфбах. Към края на 1394 г. Алрам I служи на баварския херцог като съдия на Гризбах.
Преди 1399 г. той умира и завещава собственостите си на синът си Алрам II. След неговата смърт се прекратява линията Дорфбах и през 1461 г. собственостите отиват на линията Нов-Ортенбург.

## Деца
Алрам I е женен три пъти. Първата му съпруга е жена фон Хамерау, втората му съпруга е богатата вдовица Барбара фон Ротау († 1388), третата му съпруга е Анна, за която не се знае от коя фамилия произлиза. От втория му брак той има децата:
- Улрих I († 19 ноември 1455), домхер в Пасау и Регенсбург, по-късно пробст на Пасау и Матзе
- Амалия ∞ NN граф фон Мой
- Елизабет († 2 ноември 1447)
- Алрам II († 1460), граф на Ортенбург, ∞ Агнес фон Валдбург († 10 януари 1460)